# Forros
Els Forros (o Filhos da terra) són un grup ètnic de São Tomé i Príncipe. En nombre, són el tercer grup del país, després dels mestiços i els angolars, abans dels serviçais que són treballadors contactuals.
Els forros són els descendents d'esclaus negres alliberats al moment de l'abolició de l'esclavitud (forro significa « lliure »). Durant molt temps han estat els més nombrosos, parlaven portuguès i eren tots catòlics. Els forros inicialment van formar una mena d'elit. Enviaven els seus fills a completar la seva educació a Angola, Portugal i fins i tot a Brasil, editant diaris, produint literatura participant en política. No obstant això començaren a declinar durant el segle xx, perdent el control de la major part de terres i del poder en profit dels portuguesos de la metròpoli, que en desconfiaven i els menyspreaven. Les relacions entre els forros i l'administració portuguesa van prendre una deriva dramàtica que desembocà en la massacre de Batepá que en 1953 provocà nombroses víctimes entre els treballadors.
Tot i que lusòfons, els forros també parlen el forro, una llengua criolla de base portuguesa.